# Buk-gu (Busan)
Buk-gu (Hangul: 북구, Hanja: 北區) is een stadsdeel (gu) van de Zuid-Koreaanse stad Busan. Buk-gu heeft een oppervlakte van 38,30 vierkante kilometer en telde in 2004 ongeveer 336.753 inwoners.
Het stadsdeel bestaat uit de volgende buurten (dong):
- Gupo-dong
- Guemgok-dong
- Hwamyeong-dong
- Deckcheon-dong
- Mandeok-dong

Buk-gu · 
Busanjin-gu · 
Dong-gu · 
Dongnae-gu · 
Gangseo-gu · 
Geumjeong-gu · 
Gijang-gun · 
Haeundae-gu · 
Jung-gu · 
Nam-gu ·
Saha-gu · 
Sasang-gu · 
Seo-gu · 
Suyeong-gu · 
Yeongdo-gu · 
Yeonje-gu